# 姿三四郎 (映画)
『姿三四郎』（すがたさんしろう）は、富田常雄の小説『姿三四郎』を原作とする映画である。これまでに5度映画化されている。

## 1943年版
黒澤明の監督デビュー作。

## 1955年版
1955年（昭和30年）公開。東映製作・配給。監督は田中重雄。モノクロ、スタンダード。

### スタッフ（1955年版）

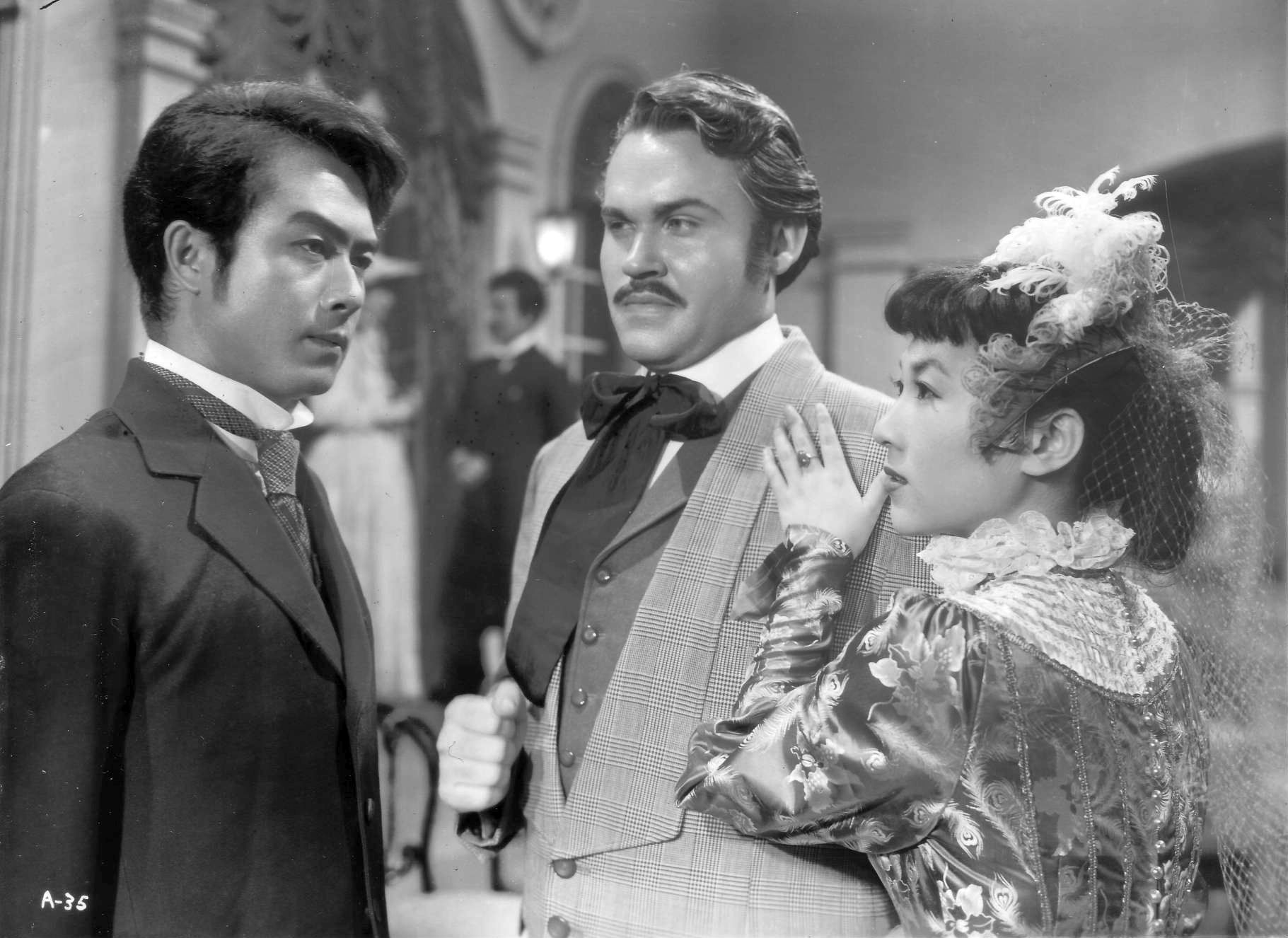
左から波島進、ボッブ・ブース、高千穂ひづる

- 監督：田中重雄
- 企画：松崎啓次
- 脚本：窪田篤人、青木義久
- 撮影：西川庄衛
- 音楽：高田信一
- 美術：田辺達
- 録音：大谷政信
- 照明：元持秀雄
- 編集：長沢嘉樹
- 進行担当：吉峯甲子夫
- スチール：永嶋親文
- 監督助手：鈴木敏郎

### キャスト（1955年版）
第一部
- 姿三四郎：波島進
- 村井乙美：宮城野由美子
- 南小路高子：高千穂ひづる
- 檜垣源之助：植村謙二郎
- 村井半助：小沢栄
- 香車の安：花沢徳衛
- 戸田雄次郎：高木二朗
- 壇義麿：山本麟一
- 矢野正五郎：山村聡
- 田川のお仙：山岡久乃
- 木島太郎：清水元
- お咲：星美智子
- 谷干城：明石潮
- 南小路光康：小島洋々
- 津崎公平：岩上瑛
- 飯沼恒民：山形勲
- 門馬三郎：萩原満
- リスター：ボッブ・ブース
- 伊草：久保一

第二部
- 真崎東天：東野英治郎
- 檜垣鉄心：菅沼正
- 檜垣源三郎：登川透
- 左文字大三郎：若松玲二
- おぎん：関弘子
- 原門天明：月形哲之介

## 1965年版
1965年（昭和40年）5月29日公開。宝塚映画・黒澤プロダクション製作、東宝配給。監督は内川清一郎。モノクロ、東宝スコープ、158分。
黒澤明脚本による1943年版の再映画化。併映作は『日本一のゴマすり男』（主演・植木等、監督：古澤憲吾）。
ロシアで1943年版の長呎版が発見されるまで、オリジナルの黒澤脚本に近い姿を見ることが出来るバージョンであると同時に、1945年の続編に於いて、国策で追加させられた場面をカットしたことで当時としては最も黒澤の意図を反映した作品となった。黒澤明と三船敏郎の名前がクレジットされた最後の作品でもある。

### スタッフ（1965年版）
- 監督：内川清一郎
- 製作：黒澤明、田中友幸
- 脚本：黒澤明
- 撮影：小泉福造
- 音楽：佐藤勝
- 美術：水谷浩
- 録音：鴛海晄次
- 照明：下村一夫
- 編集：庵原周一
- スチール：秦大三
- 記録：梶山弘子
- 製作担当：沖原俊哉
- 監督助手：竹前重吉
- 整音：下永尚
- 殺陣：久世竜

### キャスト（1965年版）
- 姿三四郎：加山雄三
- 檜垣源三郎：山﨑努
- 檜垣源之助／檜垣鉄心：岡田英次
- 門馬三郎：伊藤雄之助
- 門馬お澄：原知佐子
- 村井半助：加東大介
- 村井小夜：九重佑三子
- 和尚：左卜全
- 左文字大三郎：波里達彦
- 壇義麿：松枝錦治
- 新関虎之助：青山宏
- 戸田雄次郎：青木義朗
- 津崎公平：児玉謙次
- 根本：有沢陽司
- 虎吉：千葉敏郎
- 婆さん：飯田蝶子
- 飯沼恒民：佐々木孝丸
- 三島総監：志村喬
- 矢野正五郎：三船敏郎

## 1970年版
1970年（昭和45年）7月25日公開。松竹製作・配給。監督は渡辺邦男。カラー、ビスタ、88分。同年に日本テレビ系で放送されたテレビドラマ『姿三四郎』の映画化作品。三四郎と檜垣以外のキャストは異なっている。

### スタッフ（1970年版）
- 製作：江夏浩一、園山蕃里
- 監督・脚本：渡辺邦男
- 撮影：西前弘
- 音楽：牧野由多可
- 美術：木村晃麿
- 録音：安田進
- 照明：飯沼小彦
- 編集：辻井正則

### キャスト（1970年版）
- 姿三四郎：竹脇無我
- 矢野正五郎：高橋幸治
- 早乙美：尾崎奈々
- 戸田雄次郎：森次浩司
- 壇義麿：小沢忠臣
- 津崎公平：大下哲矢
- 檜垣源之助：高城丈二
- 村井半助：堀雄二
- 玄妙和尚：曾我廼家明蝶
- 門馬三郎：加賀邦男
- お澄：榊原史子
- 君香：白木マリ

## 1977年版
1977年（昭和52年）10月29日公開。東宝映画製作、東宝配給。監督は岡本喜八。カラー、シネマスコープ、143分。
ワイヤーアクションや光学エフェクトなどの特撮が用いられているのが特徴。

### スタッフ（1977年版）
- 監督：岡本喜八
- 製作：貝山知弘
- 企画協力：池田一朗
- 脚本：隆巴、岡本喜八
- 撮影：木村大作
- 音楽：佐藤勝
- 美術：阿久根巌
- 録音：田中信行
- 整音：東宝録音センター
- 効果：東宝効果集団
- 照明：小島真二
- 編集：黒岩義民
- 監督助手：山下賢章
- スチール：石月美徳
- 技斗：宇仁貫三
- 製作担当者：森知貴秀
- 現像：東京現像所

### キャスト（1977年版）
- 姿三四郎：三浦友和
- 村井半助：若山富三郎
- 村井乙美：秋吉久美子
- 檜垣源之助：中村敦夫
- 檜垣鉄心：矢吹二朗
- 檜垣源三郎：宮内洋
- 南小路高子：神崎愛
- 門馬三郎：中谷一郎
- 門馬おすみ：浅野ゆう子
- お仙：草笛光子
- おもん：岸田今日子
- 安吉：田中邦衛
- 折口大助：岸田森
- 新関虎之助：佐久間宏則
- 問屋柔山：山本麟一
- 三島通庸：田崎潤
- 巡査：長谷川弘
- 村長：香川良介
- 「たつみ」親方：草野大悟
- 留：福崎和宏
- 憲兵中尉：村松克己
- 八田：大木正司
- 仙吉：小川真司
- 原口天明：常田富士男
- 質屋の番頭：砂塚英夫
- 看護婦：川口節子
- 山城少将：岡本喜八
- 南小路光康：芦田伸介
- 飯沼恒民：丹波哲郎
- 玄妙和尚：森繁久彌
- 矢野正五郎：仲代達矢